# Roeselia natama
Roeselia natama är en fjärilsart som beskrevs av William Schaus 1896. Roeselia natama ingår i släktet Roeselia och familjen trågspinnare. Inga underarter finns listade.